# Championnats d'Europe de cyclisme sur piste 2018
Navigation
Berlin 2017 Apeldoorn 2019

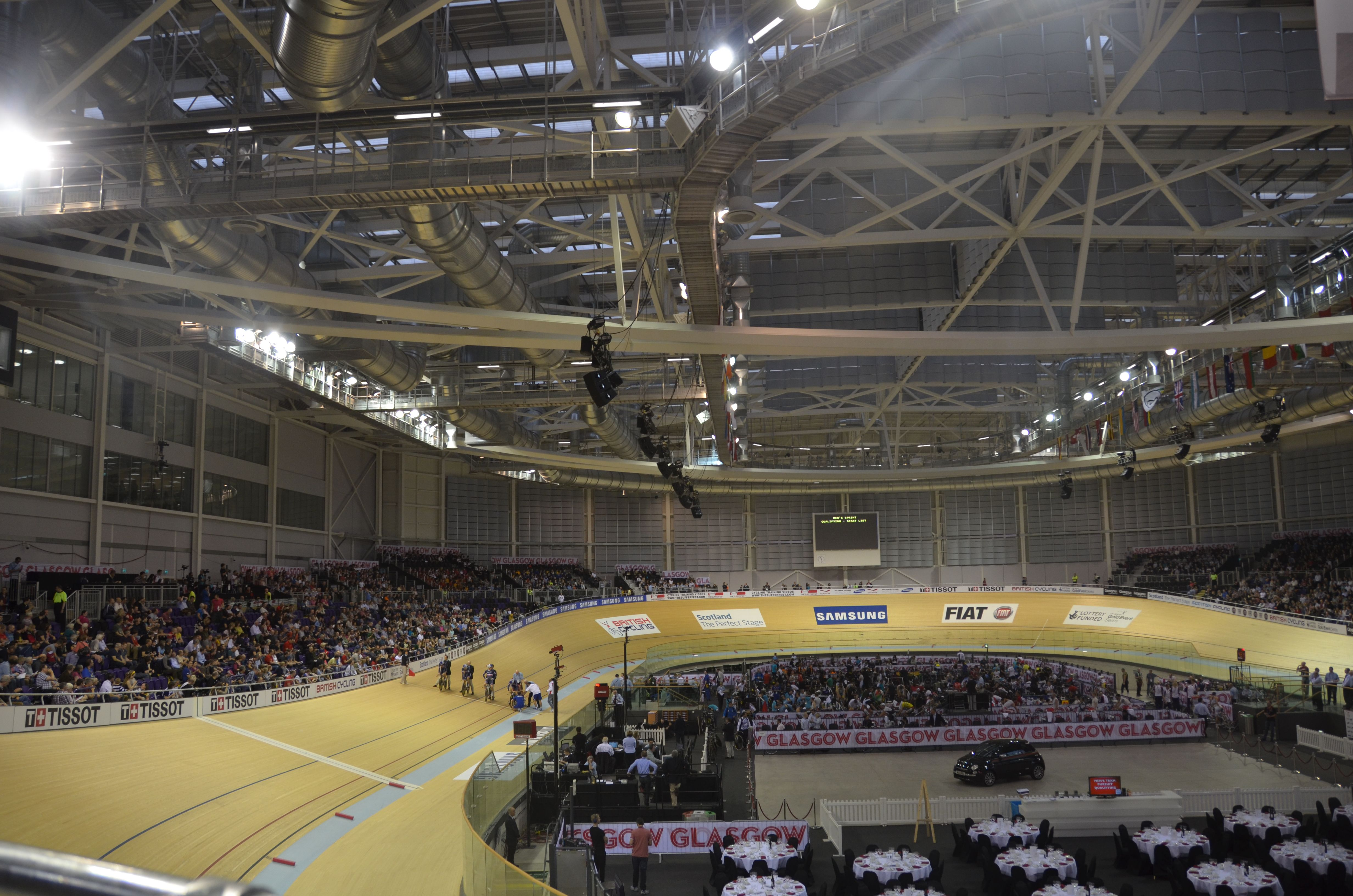
Le Sir Chris Hoy Velodrome

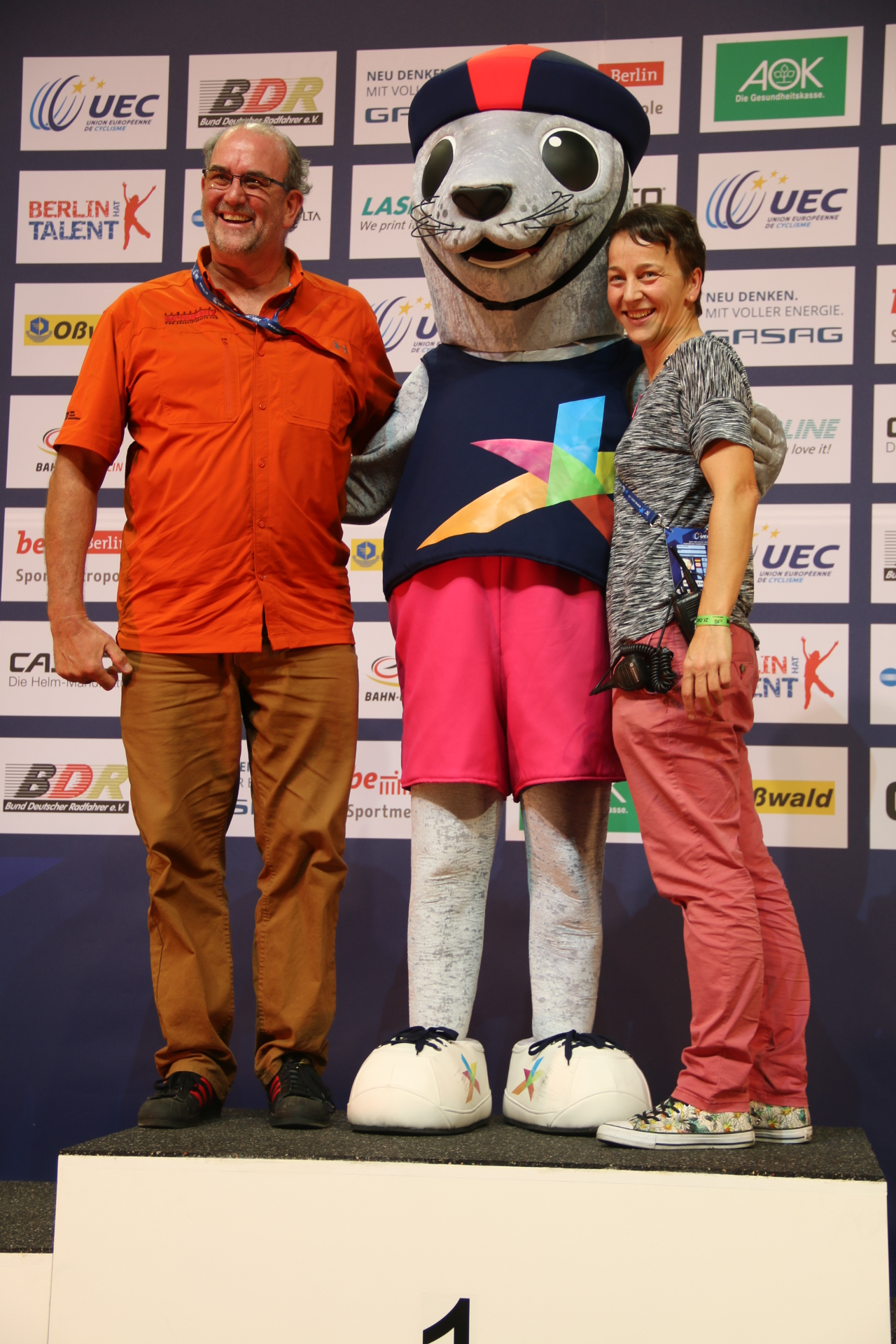
Bonnie, la mascotte des championnats

Les championnats d'Europe de cyclisme sur piste 2018 ont lieu du 2 au 7 août 2018, au Sir Chris Hoy Velodrome de Glasgow, au Royaume-Uni, dans le cadre des championnats sportifs européens 2018, première édition des championnats sportifs européens.

## Programme
| Date            | Finales masculines                                  | Finales féminines                                   |
| --------------- | --------------------------------------------------- | --------------------------------------------------- |
| Jeudi 2 août    | Poursuite par équipes (qualification)               | Poursuite par équipes (qualification)               |
| Vendredi 3 août | Poursuite par équipes, vitesse par équipes, scratch | Poursuite par équipes, vitesse par équipes, scratch |
| Samedi 4 août   | Kilomètre, omnium                                   | Vitesse individuelle, course aux points             |
| Dimanche 5 août | Poursuite individuelle, course aux points           | Course à l'élimination, poursuite individuelle      |
| Lundi 6 août    | Vitesse individuelle, course à l'américaine         | Omnium, 500 mètres                                  |
| Mardi 7 août    | Keirin, course à l'élimination                      | Keirin, course à l'américaine                       |

## Résultats
- (q) signifie que le coureur n'a pas participé à la finale pour la médaille, mais à un tour qualificatif.

### Épreuves masculines
| Épreuves               | Or                                                                                      | Or             | Argent                                                                            | Argent         | Bronze                                                                                | Bronze         |
| ---------------------- | --------------------------------------------------------------------------------------- | -------------- | --------------------------------------------------------------------------------- | -------------- | ------------------------------------------------------------------------------------- | -------------- |
| Kilomètre              | Matthijs Büchli                                                                         | 1 min 0 s 134  | Joachim Eilers                                                                    | 1 min 0 s 361  | Sam Ligtlee                                                                           | 1 min 0 s 905  |
| Keirin                 | Stefan Bötticher                                                                        |                | Sébastien Vigier                                                                  |                | Jack Carlin                                                                           |                |
| Vitesse individuelle   | Jeffrey Hoogland                                                                        |                | Stefan Bötticher                                                                  |                | Harrie Lavreysen                                                                      |                |
| Vitesse par équipes    | Pays-Bas Jeffrey Hoogland Harrie Lavreysen Roy van den Berg Nils van 't Hoenderdaal (q) | 42 s 888       | France Sébastien Vigier François Pervis Quentin Lafargue Michaël D'Almeida (q)    | 43 s 693       | Allemagne Stefan Bötticher Timo Bichler Joachim Eilers                                | 43 s 805       |
| Poursuite individuelle | Domenic Weinstein                                                                       | 4 min 13 s 363 | Ivo Oliveira                                                                      | 4 min 15 s 304 | Claudio Imhof                                                                         | 4 min 16 s 654 |
| Poursuite par équipes  | Italie Filippo Ganna Francesco Lamon Elia Viviani Michele Scartezzini Liam Bertazzo (q) | 3 min 55 s 401 | Suisse Cyrille Thièry Stefan Bissegger Frank Pasche Théry Schir Claudio Imhof (q) | 3 min 59 s 705 | Grande-Bretagne Ethan Hayter Steven Burke Kian Emadi Charlie Tanfield Oliver Wood (q) | 3 min 57 s 463 |
| Course aux points      | Wojtek Pszczolarski                                                                     | 102 pts        | Kenny De Ketele                                                                   | 83 pts         | Stefan Matzner                                                                        | 71 pts         |
| Américaine             | Belgique Kenny De Ketele Robbe Ghys                                                     | 60 pts         | Allemagne Roger Kluge Theo Reinhardt                                              | 49 pts         | Royaume-Uni Ethan Hayter Oliver Wood                                                  | 38 pts         |
| Scratch                | Roman Gladysh                                                                           |                | Adrien Garel                                                                      |                | Tristan Marguet                                                                       |                |
| Omnium                 | Ethan Hayter                                                                            | 133 pts        | Elia Viviani                                                                      | 113 pts        | Casper Von Folsach                                                                    | 113 pts        |
| Course à l'élimination | Matthew Walls                                                                           |                | Rui Oliveira                                                                      |                | Szymon Krawczyk                                                                       |                |

### Épreuves féminines
| Épreuves               | Or                                                                                         | Or             | Argent                                                                  | Argent         | Bronze                                                              | Bronze         |
| ---------------------- | ------------------------------------------------------------------------------------------ | -------------- | ----------------------------------------------------------------------- | -------------- | ------------------------------------------------------------------- | -------------- |
| 500 mètres             | Daria Shmeleva                                                                             | 33 s 285       | Olena Starikova                                                         | 33 s 593       | Miriam Welte                                                        | 33 s 600       |
| Keirin                 | Mathilde Gros                                                                              |                | Nicky Degrendele                                                        |                | Daria Shmeleva                                                      |                |
| Vitesse individuelle   | Daria Shmeleva                                                                             |                | Anastasiia Voinova                                                      |                | Mathilde Gros                                                       |                |
| Vitesse par équipes    | Russie Anastasiia Voinova Daria Shmeleva                                                   | 32 s 452       | Ukraine Lyubov Basova Olena Starikova                                   | 33 s 108       | Allemagne Miriam Welte Emma Hinze                                   | 32 s 981       |
| Poursuite individuelle | Lisa Brennauer                                                                             | 3 min 26 s 879 | Katie Archibald                                                         | 3 min 29 s 577 | Justyna Kaczkowska                                                  | 3 min 34 s 750 |
| Poursuite par équipes  | Grande-Bretagne Elinor Barker Laura Kenny Katie Archibald Neah Evans Eleanor Dickinson (q) | 4 min 16 s 896 | Italie Letizia Paternoster Marta Cavalli Elisa Balsamo Silvia Valsecchi | 4 min 25 s 384 | Allemagne Charlotte Becker Gudrun Stock Mieke Kröger Lisa Brennauer | 4 min 23 s 105 |
| Course aux points      | Maria Giulia Confalonieri                                                                  | 33 pts         | Ina Savenka                                                             | 32 pts         | Gulnaz Badykova                                                     | 32 pts         |
| Américaine             | Danemark Amalie Dideriksen Julie Leth                                                      | 42 pts         | Russie Gulnaz Badykova Diana Klimova                                    | 38 pts         | Pays-Bas Kirsten Wild Amy Pieters                                   | 34 pts         |
| Scratch                | Kirsten Wild                                                                               |                | Emily Kay                                                               |                | Jolien D'Hoore                                                      |                |
| Omnium                 | Kirsten Wild                                                                               | 156 pts        | Katie Archibald                                                         | 144 pts        | Letizia Paternoster                                                 | 111 pts        |
| Course à l'élimination | Laura Kenny                                                                                |                | Anna Knauer                                                             |                | Evgenia Augustinas                                                  |                |

## Résultats détaillés

### Hommes

#### Kilomètre
- Finale[2]

| Pos                | Nom                 | Pays      | Temps         | Écart    | Notes |
| ------------------ | ------------------- | --------- | ------------- | -------- | ----- |
| Médaille d'or      | Matthijs Büchli     | Pays-Bas  | 1 min 0 s 134 |          |       |
| Médaille d'argent  | Joachim Eilers      | Allemagne | 1 min 0 s 361 | +0 s 227 |       |
| Médaille de bronze | Sam Ligtlee         | Pays-Bas  | 1 min 0 s 905 | +0 s 771 |       |
| 4                  | Quentin Lafargue    | France    | 1 min 0 s 929 | +0 s 795 |       |
| 5                  | Maximilian Dörnbach | Allemagne | 1 min 1 s 166 | +1 s 032 |       |
| 6                  | Michaël D'Almeida   | France    | 1 min 1 s 499 | +1 s 365 |       |
| 7                  | Robin Wagner        | Tchéquie  | 1 min 1 s 508 | +1 s 374 |       |
| 8                  | Francesco Lamon     | Italie    | 1 min 1 s 680 | +1 s 546 |       |

#### Keirin
- Finale[5]

| Pos                | Nom              | Pays            | Notes |
| ------------------ | ---------------- | --------------- | ----- |
| Médaille d'or      | Stefan Bötticher | Allemagne       |       |
| Médaille d'argent  | Sébastien Vigier | France          |       |
| Médaille de bronze | Jack Carlin      | Grande-Bretagne |       |
| 4                  | Quentin Lafargue | France          |       |
| 5                  | Harrie Lavreysen | Pays-Bas        |       |
| 6                  | Krzysztof Maksel | Pologne         |       |

- Petite finale

| Pos | Nom              | Pays            | Notes |
| --- | ---------------- | --------------- | ----- |
| 7   | Joachim Eilers   | Allemagne       |       |
| 8   | Andriy Vynokurov | Ukraine         |       |
| 9   | Joseph Truman    | Grande-Bretagne |       |
| 10  | Mateusz Lipa     | Pologne         |       |
| 11  | Denis Dmitriev   | Russie          |       |
| 12  | Uladzislau Novik | Biélorussie     |       |

#### Vitesse
- Finales[11]

| Pos                              | Nom              | Pays            | 1re manche | 2e manche | 3e manche |
| -------------------------------- | ---------------- | --------------- | ---------- | --------- | --------- |
| Match pour la médaille d'or      |                  |                 |            |           |           |
| Médaille d'or                    | Jeffrey Hoogland | Pays-Bas        | 9.952      | 10.113    |           |
| Médaille d'argent                | Stefan Bötticher | Allemagne       |            |           |           |
| Match pour la médaille de bronze |                  |                 |            |           |           |
| Médaille de bronze               | Harrie Lavreysen | Pays-Bas        | 10.424     |           | 10.081    |
| 4                                | Jack Carlin      | Grande-Bretagne |            | 10.271    |           |

#### Vitesse par équipes
- Finales[14]

| Pos                              | Nom                                                | Pays      | Temps    | Écart    | Notes |
| -------------------------------- | -------------------------------------------------- | --------- | -------- | -------- | ----- |
| Match pour la médaille d'or      |                                                    |           |          |          |       |
| Médaille d'or                    | Jeffrey Hoogland Harrie Lavreysen Roy van den Berg | Pays-Bas  | 42 s 888 |          |       |
| Médaille d'argent                | Sébastien Vigier François Pervis Quentin Lafargue  | France    | 43 s 693 | +0 s 805 |       |
| Match pour la médaille de bronze |                                                    |           |          |          |       |
| Médaille de bronze               | Stefan Bötticher Joachim Eilers Timo Bichler       | Allemagne | 43 s 805 |          |       |
| 4                                | Mateusz Lipa Maciej Bielecki Krzysztof Maksel      | Pologne   | 44 s 065 | +0 s 260 |       |

#### Poursuite individuelle
- Finales[16]

| Course pour la médaille d'or      |                      |           |                |          |  |
| Médaille d'or                     | Domenic Weinstein    | Allemagne | 4 min 13 s 363 |          |  |
| Médaille d'argent                 | Ivo Oliveira         | Portugal  | 4 min 15 s 304 | +1 s 941 |  |
| Course pour la médaille de bronze |                      |           |                |          |  |
| Médaille de bronze                | Claudio Imhof        | Suisse    | 4 min 16 s 654 |          |  |
| 4                                 | Alexander Evtushenko | Russie    | 4 min 17 s 608 | +0 s 954 |  |

#### Poursuite par équipes
- Finales[19]

| Pos                              | Nom                                                            | Pays            | Temps          | Écart    | Notes |
| -------------------------------- | -------------------------------------------------------------- | --------------- | -------------- | -------- | ----- |
| Match pour la médaille d'or      |                                                                |                 |                |          |       |
| Médaille d'or                    | Elia Viviani Michele Scartezzini Filippo Ganna Francesco Lamon | Italie          | 3 min 55 s 401 |          |       |
| Médaille d'argent                | Cyrille Thièry Frank Pasche Stefan Bissegger Théry Schir       | Suisse          | 3 min 59 s 705 | +4 s 304 |       |
| Match pour la médaille de bronze |                                                                |                 |                |          |       |
| Médaille de bronze               | Ethan Hayter Kian Emadi Charlie Tanfield Steven Burke          | Grande-Bretagne | 3 min 57 s 463 |          |       |
| 4                                | Theo Reinhardt Leon Rohde Domenic Weinstein Nils Schomber      | Allemagne       | 4 min 0 s 007  | +2 s 544 |       |

#### Course aux points
| Pos                | Nom                   | Pays            | Points au tour | Points au sprint | Total | Ordre à l'arrivée |
| ------------------ | --------------------- | --------------- | -------------- | ---------------- | ----- | ----------------- |
| Médaille d'or      | Wojciech Pszczolarski | Pologne         | 80             | 22               | 102   | 9                 |
| Médaille d'argent  | Kenny De Ketele       | Belgique        | 60             | 23               | 83    | 3                 |
| Médaille de bronze | Stefan Matzner        | Autriche        | 60             | 11               | 71    | 6                 |
| 4                  | Cyrille Thièry        | Suisse          | 40             | 19               | 59    | 2                 |
| 5                  | Raman Ramanau         | Biélorussie     | 40             | 16               | 56    | 12                |
| 6                  | Florian Maitre        | France          | 40             | 14               | 54    | 10                |
| 7                  | Liam Bertazzo         | Italie          | 40             | 11               | 51    | 5                 |
| 8                  | Edgar Stepanyan       | Arménie         | 20             | 29               | 49    | 4                 |
| 9                  | Mark Downey           | Irlande         | 20             | 25               | 45    | 16                |
| 10                 | Oliver Wood           | Grande-Bretagne | 20             | 9                | 29    | 7                 |
| 11                 | Taras Shevchuk        | Ukraine         | 20             | 5                | 25    | 11                |
| 12                 | Viktor Manakov        | Russie          | 20             | 4                | 24    | 18                |
| 13                 | Matias Malmberg       | Danemark        |                | 13               | 13    | 1                 |
| 14                 | Yoeri Havik           | Pays-Bas        |                | 3                | 3     | 17                |
| 15                 | Julio Amores          | Espagne         |                | 2                | 2     | 15                |
| 16                 | Luděk Lichnovský      | Tchéquie        |                | 1                | 1     | 13                |
| 17                 | Viktor Filutás        | Hongrie         |                |                  | 0     | 8                 |
| 18                 | Andrej Strmiska       | Slovaquie       | –40            |                  | –40   | 14                |

#### Américaine
- Finale[23]

| Pos                | Nom                                         | Pays            | Points au tour | Points au sprint | Total | Ordre à l'arrivée |
| ------------------ | ------------------------------------------- | --------------- | -------------- | ---------------- | ----- | ----------------- |
| Médaille d'or      | Robbe Ghys Kenny De Ketele                  | Belgique        | 20             | 40               | 60    | 4                 |
| Médaille d'argent  | Theo Reinhardt Roger Kluge                  | Allemagne       | 20             | 29               | 49    | 5                 |
| Médaille de bronze | Oliver Wood Ethan Hayter                    | Grande-Bretagne |                | 38               | 38    | 1                 |
| 4                  | Albert Torres Sebastián Mora                | Espagne         |                | 33               | 33    | 11                |
| 5                  | Morgan Kneisky Benjamin Thomas              | France          |                | 20               | 20    | 14                |
| 6                  | Wojciech Pszczolarski Daniel Staniszewski   | Pologne         |                | 6                | 6     | 3                 |
| 7                  | Francesco Lamon Michele Scartezzini         | Italie          |                | 5                | 5     | 2                 |
| 8                  | Andreas Müller Andreas Graf                 | Autriche        |                | 5                | 5     | 7                 |
| 9                  | Casper von Folsach Oliver Wulff Frederiksen | Danemark        |                | 4                | 4     | 10                |
| 10                 | Raman Tsishkou Yauheni Karaliok             | Biélorussie     | –20            | 20               | 0     | 13                |
| 11                 | Felix English Mark Downey                   | Irlande         | –20            | 18               | –2    | 12                |
| 12                 | Ivo Oliveira Rui Oliveira                   | Portugal        | –20            | 8                | –12   | 6                 |
| 13                 | Roman Gladysh Vitaliy Hryniv                | Ukraine         | –20            | 3                | –17   | 8                 |
| 14                 | Artur Ershov Maxim Piskunov                 | Russie          | –20            | 1                | –19   | 9                 |
| 15                 | Roy Pieters Wim Stroetinga                  | Pays-Bas        |                |                  |       | DNF               |

#### Scratch
| Pos                | Nom                 | Pays            | Tours   |
| ------------------ | ------------------- | --------------- | ------- |
| Médaille d'or      | Roman Gladysh       | Ukraine         |         |
| Médaille d'argent  | Adrien Garel        | France          |         |
| Médaille de bronze | Tristan Marguet     | Suisse          |         |
| 4                  | Elia Viviani        | Italie          |         |
| 5                  | Christos Volikakis  | Grèce           |         |
| 6                  | Roy Eefting         | Pays-Bas        |         |
| 7                  | Matthew Walls       | Grande-Bretagne |         |
| 8                  | Felix English       | Irlande         |         |
| 9                  | Daniel Staniszewski | Pologne         |         |
| 10                 | Lindsay De Vylder   | Belgique        |         |
| 11                 | Maxim Piskunov      | Russie          |         |
| 12                 | Daniel Babor        | Tchéquie        |         |
| 13                 | Andreas Graf        | Autriche        |         |
| 14                 | Yauheni Karaliok    | Biélorussie     |         |
| 15                 | Ivo Oliveira        | Portugal        |         |
| 16                 | Leon Rohde          | Allemagne       |         |
| 17                 | Sebastián Mora      | Espagne         |         |
| 18                 | Krisztián Lovassy   | Hongrie         |         |
| 19                 | Edgar Stepanyan     | Arménie         |         |
| -                  | Filip Taragel       | Slovaquie       | Abandon |
| -                  | Vitālijs Korņilovs  | Lettonie        | Abandon |
| -                  | Lars Pria           | Roumanie        | Abandon |

#### Omnium
- Classement final[29]

| Rang               | Nom                | Pays            | Scratch | Tempo   | Elim.   | Course aux points | Total   |
| ------------------ | ------------------ | --------------- | ------- | ------- | ------- | ----------------- | ------- |
| Médaille d'or      | Ethan Hayter       | Grande-Bretagne | 38      | 24      | 32      | 39                | 133     |
| Médaille d'argent  | Elia Viviani       | Italie          | 40      | 18      | 40      | 15                | 113     |
| Médaille de bronze | Casper von Folsach | Danemark        | 30      | 30      | 26      | 27                | 113     |
| 4                  | Szymon Sajnok      | Pologne         | 32      | 34      | 36      | 10                | 112     |
| 5                  | Benjamin Thomas    | France          | 36      | 28      | 38      | 8                 | 110     |
| 6                  | Robbe Ghys         | Belgique        | 22      | 20      | 30      | 31                | 103     |
| 7                  | Albert Torres      | Espagne         | 24      | 16      | 20      | 42                | 102     |
| 8                  | Claudio Imhof      | Suisse          | 26      | 38      | 34      | 0                 | 98      |
| 9                  | Christos Volikakis | Grèce           | 34      | 36      | 18      | 9                 | 97      |
| 10                 | Felix English      | Irlande         | 18      | 26      | 24      | 26                | 94      |
| 11                 | Raman Tsishkou     | Biélorussie     | 28      | 32      | 22      | –12               | 70      |
| 12                 | Rui Oliveira       | Portugal        | 20      | 40      | 28      | –20               | 68      |
| 13                 | Roman Gladysh      | Ukraine         | 12      | 22      | 12      | 0                 | 46      |
| 14                 | Mamyr Stash        | Russie          | 14      | 10      | 16      | 0                 | 40      |
| 15                 | Stefan Matzner     | Autriche        | 16      | 6       | 14      | 0                 | 36      |
| 16                 | Krisztián Lovassy  | Hongrie         | 2       | 12      | 6       | 0                 | 20      |
| 17                 | Roy Pieters        | Pays-Bas        | 4       | 2       | 8       | 0                 | 14      |
| 18                 | Nicolas Pietrula   | Tchéquie        | 8       | 14      | 4       | –15               | 11      |
| 19                 | Maximilian Beyer   | Allemagne       | 10      | 4       | 10      | –20               | 4       |
| 20                 | Edgar Stepanyan    | Arménie         | 6       | 8       | 2       | –19               | –3      |
| 21                 | Filip Taragel      | Slovaquie       | 1       | 1       | 1       | –40               | –37     |
| 22                 | Vitālijs Korņilovs | Lettonie        | –39     | 1       | 1       | 0                 | –37     |
| -                  | Lars Pria          | Roumanie        | –39     | Abandon | Abandon | Abandon           | Abandon |

#### Course à élimination
| Pos                | Nom                 | Pays            |
| ------------------ | ------------------- | --------------- |
| Médaille d'or      | Matthew Walls       | Grande-Bretagne |
| Médaille d'argent  | Rui Oliveira        | Portugal        |
| Médaille de bronze | Szymon Krawczyk     | Pologne         |
| 4                  | Loïc Perizzolo      | Suisse          |
| 5                  | Volodymyr Dzhus     | Ukraine         |
| 6                  | Adrien Garel        | France          |
| 7                  | Maximilian Beyer    | Allemagne       |
| 8                  | Moreno De Pauw      | Belgique        |
| 9                  | Daniel Babor        | Tchéquie        |
| 10                 | Roy Eefting         | Pays-Bas        |
| 11                 | Marc Potts          | Irlande         |
| 12                 | Zafeiris Volikakis  | Grèce           |
| 13                 | Raman Tsishkou      | Biélorussie     |
| 14                 | Julio Amores        | Espagne         |
| 15                 | Stefan Matzner      | Autriche        |
| 16                 | Maxim Piskunov      | Russie          |
| 17                 | Michele Scartezzini | Italie          |
| 18                 | Tomáš Person        | Slovaquie       |
| 19                 | Lars Pria           | Roumanie        |

### Femmes

#### 500 mètres
- Finale[32]

| Pos                | Nom               | Pays      | Temps  | Écart  | Notes |
| ------------------ | ----------------- | --------- | ------ | ------ | ----- |
| Médaille d'or      | Daria Shmeleva    | Russie    | 33.285 |        |       |
| Médaille d'argent  | Olena Starikova   | Ukraine   | 33.593 | +0.308 |       |
| Médaille de bronze | Miriam Welte      | Allemagne | 33.600 | +0.315 |       |
| 4                  | Kyra Lamberink    | Pays-Bas  | 33.939 | +0.654 |       |
| 5                  | Urszula Łoś       | Pologne   | 33.940 | +0.655 |       |
| 6                  | Miriam Vece       | Italie    | 34.329 | +1.044 |       |
| 7                  | Hetty van de Wouw | Pays-Bas  | 34.479 | +1.194 |       |
| 8                  | Tania Calvo       | Espagne   | 34.555 | +1.270 |       |

#### Keirin
- Finale[35]

| Pos                | Nom                 | Pays            | Notes |
| ------------------ | ------------------- | --------------- | ----- |
| Médaille d'or      | Mathilde Gros       | France          |       |
| Médaille d'argent  | Nicky Degrendele    | Belgique        |       |
| Médaille de bronze | Daria Shmeleva      | Russie          |       |
| 4                  | Sandie Clair        | France          |       |
| 5                  | Laurine van Riessen | Pays-Bas        |       |
| 6                  | Katy Marchant       | Grande-Bretagne |       |

- Petite finale

| Pos | Nom                 | Pays            | Notes |
| --- | ------------------- | --------------- | ----- |
| 7   | Anastasiia Voinova  | Russie          |       |
| 8   | Sophie Capewell     | Grande-Bretagne |       |
| 9   | Urszula Łoś         | Pologne         |       |
| 10  | Shanne Braspennincx | Pays-Bas        |       |
| 11  | Emma Hinze          | Allemagne       |       |
| 12  | Olena Starikova     | Ukraine         |       |

#### Vitesse
- Finales[41]

| Pos                              | Nom                | Pays      | 1re manche | 2e manche | 3e manche |
| -------------------------------- | ------------------ | --------- | ---------- | --------- | --------- |
| Match pour la médaille d'or      |                    |           |            |           |           |
| Médaille d'or                    | Daria Shmeleva     | Russie    | 11 s 514   | 11 s 496  |           |
| Médaille d'argent                | Anastasiia Voinova | Russie    |            |           |           |
| Match pour la médaille de bronze |                    |           |            |           |           |
| Médaille de bronze               | Mathilde Gros      | France    | 11 s 730   | 11 s 381  |           |
| 4                                | Miriam Welte       | Allemagne |            |           |           |

#### Vitesse par équipes
- Finales[44]

| Pos                              | Nom                                | Pays      | Temps    | Écart    | Notes |
| -------------------------------- | ---------------------------------- | --------- | -------- | -------- | ----- |
| Match pour la médaille d'or      |                                    |           |          |          |       |
| Médaille d'or                    | Anastasiia Voinova Daria Shmeleva  | Russie    | 32 s 452 |          |       |
| Médaille d'argent                | Lyubov Basova Olena Starikova      | Ukraine   | 33 s 108 | +0 s 656 |       |
| Match pour la médaille de bronze |                                    |           |          |          |       |
| Médaille de bronze               | Miriam Welte Emma Hinze            | Allemagne | 32 s 981 |          |       |
| 4                                | Kyra Lamberink Shanne Braspennincx | Pays-Bas  | 33 s 481 | +0 s 500 |       |

#### Poursuite individuelle
- Finales

| Course pour la médaille d'or      |                    |                 |                |          |
| Médaille d'or                     | Lisa Brennauer     | Allemagne       | 3 min 26 s 879 |          |
| Médaille d'argent                 | Katie Archibald    | Grande-Bretagne | 3 min 29 s 577 | +2 s 698 |
| Course pour la médaille de bronze |                    |                 |                |          |
| Médaille de bronze                | Justyna Kaczkowska | Pologne         | 3 min 34 s 750 |          |
| 4                                 | Ina Savenka        | Biélorussie     | 3 min 38 s 547 | +3 s 797 |

#### Poursuite par équipes
- Finales[48]

| Pos                              | Nom                                                              | Pays            | Temps          | Écart    | Notes |
| -------------------------------- | ---------------------------------------------------------------- | --------------- | -------------- | -------- | ----- |
| Match pour la médaille d'or      |                                                                  |                 |                |          |       |
| Médaille d'or                    | Katie Archibald Laura Kenny Elinor Barker Neah Evans             | Grande-Bretagne | 4 min 16 s 896 |          |       |
| Médaille d'argent                | Letizia Paternoster Silvia Valsecchi Marta Cavalli Elisa Balsamo | Italie          | 4 min 25 s 384 | +8 s 488 |       |
| Match pour la médaille de bronze |                                                                  |                 |                |          |       |
| Médaille de bronze               | Charlotte Becker Gudrun Stock Mieke Kröger Lisa Brennauer        | Allemagne       | 4 min 23 s 105 |          |       |
| 4                                | Nikol Płosaj Justyna Kaczkowska Daria Pikulik Wiktoria Pikulik   | Pologne         | 4 min 30 s 444 | +7 s 339 |       |

#### Course aux points
| Pos                | Nom                       | Pays            | Points au tour | Points au sprint | Total | Ordre à l'arrivée |
| ------------------ | ------------------------- | --------------- | -------------- | ---------------- | ----- | ----------------- |
| Médaille d'or      | Maria Giulia Confalonieri | Italie          | 20             | 13               | 33    | 4                 |
| Médaille d'argent  | Ina Savenka               | Biélorussie     | 20             | 12               | 32    | 9                 |
| Médaille de bronze | Gulnaz Badykova           | Russie          | 20             | 10               | 32    | 5                 |
| 4                  | Kirsten Wild              | Pays-Bas        |                | 27               | 27    | 2                 |
| 5                  | Lydia Gurley              | Irlande         | 20             | 3                | 23    | 8                 |
| 6                  | Lotte Kopecky             | Belgique        | 20             | 3                | 23    | 16                |
| 7                  | Charlotte Becker          | Allemagne       | 20             | 3                | 23    | 19                |
| 8                  | Hanna Solovey             | Ukraine         | 20             | 1                | 21    | 15                |
| 9                  | Verena Eberhardt          | Autriche        | 20             |                  | 20    | 7                 |
| 10                 | Jarmila Machačová         | Tchéquie        | 20             |                  | 20    | 10                |
| 11                 | Pascale Jeuland           | France          |                |                  | 19    | 1                 |
| 12                 | Elinor Barker             | Grande-Bretagne |                |                  | 14    | 6                 |
| 13                 | Amalie Dideriksen         | Danemark        |                |                  | 8     | 3                 |
| 14                 | Maria Martins             | Portugal        |                |                  | 5     | 17                |
| 15                 | Nikol Płosaj              | Pologne         |                |                  | 3     | 14                |
| 16                 | Tereza Medvedová          | Slovaquie       |                |                  | 0     | 11                |
| 17                 | Léna Mettraux             | Suisse          |                |                  | 0     | 12                |
| 18                 | Irene Usabiaga            | Espagne         |                |                  | 0     | 13                |
| 19                 | Ana Maria Covrig          | Roumanie        |                |                  | 0     | 18                |
| -                  | Kristina Kazlauskaitė     | Lituanie        | –40            |                  | –40   | Abandon           |
| -                  | Sara Ferrara              | Finlande        | –40            |                  | –40   | Abandon           |

#### Américaine
| Pos                | Nom                                           | Pays            | Points au tour | Points au sprint | Total | Ordre à l'arrivée |
| ------------------ | --------------------------------------------- | --------------- | -------------- | ---------------- | ----- | ----------------- |
| Médaille d'or      | Amalie Dideriksen Julie Leth                  | Danemark        | 20             | 22               | 42    | 11                |
| Médaille d'argent  | Gulnaz Badykova Diana Klimova                 | Russie          | 20             | 18               | 38    | 1                 |
| Médaille de bronze | Kirsten Wild Amy Pieters                      | Pays-Bas        |                | 34               | 34    | 3                 |
| 4                  | Katie Archibald Laura Kenny                   | Grande-Bretagne |                | 28               | 28    | 2                 |
| 5                  | Letizia Paternoster Maria Giulia Confalonieri | Italie          |                | 14               | 14    | 5                 |
| 6                  | Lotte Kopecky Jolien D'Hoore                  | Belgique        |                | 10               | 10    | 14                |
| 7                  | Coralie Demay Pascale Jeuland                 | France          |                | 7                | 7     | 6                 |
| 8                  | Lydia Boylan Lydia Gurley                     | Irlande         |                | 3                | 3     | 9                 |
| 9                  | Daria Pikulik Wiktoria Pikulik                | Pologne         |                | 2                | 2     | 4                 |
| 10                 | Anna Nahirna Oksana Kliachina                 | Ukraine         |                | 1                | 1     | 7                 |
| 11                 | Anna Knauer Lisa Küllmer                      | Allemagne       |                |                  | 0     | 8                 |
| 12                 | Ina Savenka Palina Pivavarava                 | Biélorussie     |                |                  | 0     | 10                |
| 13                 | Andrea Waldis Aline Seitz                     | Suisse          | –40            | 4                | –36   | 12                |
| 14                 | Lucie Hochmann Kateřina Kohoutková            | Tchéquie        | –60            |                  | –60   | 13                |
| 15                 | Ane Iriarte Eukene Larrarte                   | Espagne         | –80            |                  | –80   | 15                |
| -                  | Tereza Medvedová Alžbeta Bačíková             | Slovaquie       | –40            |                  |       | DNF               |

#### Scratch
| Pos                | Nom               | Pays            | Tours |
| ------------------ | ----------------- | --------------- | ----- |
| Médaille d'or      | Kirsten Wild      | Pays-Bas        |       |
| Médaille d'argent  | Emily Kay         | Grande-Bretagne |       |
| Médaille de bronze | Jolien D'Hoore    | Belgique        |       |
| 4                  | Rachele Barbieri  | Italie          |       |
| 5                  | Hanna Tserakh     | Biélorussie     |       |
| 6                  | Trine Schmidt     | Danemark        |       |
| 7                  | Clara Copponi     | France          |       |
| 8                  | Shannon McCurley  | Irlande         |       |
| 9                  | Alžbeta Bačíková  | Slovaquie       |       |
| 10                 | Diana Klimova     | Russie          |       |
| 11                 | Lisa Küllmer      | Allemagne       |       |
| 12                 | Verena Eberhardt  | Autriche        |       |
| 13                 | Aline Seitz       | Suisse          |       |
| 14                 | Olivija Baleišytė | Lituanie        |       |
| 15                 | Anita Stenberg    | Norvège         |       |
| 16                 | Irene Usabiaga    | Espagne         |       |
| 17                 | Maria Martins     | Portugal        |       |
| 18                 | Viktoriya Bondar  | Ukraine         |       |
| 19                 | Lucja Pietrzak    | Pologne         |       |
| 20                 | Ana Maria Covrig  | Roumanie        |       |
| 21                 | Sara Ferrara      | Finlande        |       |
| 22                 | Jarmila Machačová | Tchéquie        |       |

#### Omnium
- Classement final[55]

| Rang               | Nom                 | Pays            | Scratch | Tempo | Elim. | Course aux points | Total |
| ------------------ | ------------------- | --------------- | ------- | ----- | ----- | ----------------- | ----- |
| Médaille d'or      | Kirsten Wild        | Pays-Bas        | 40      | 34    | 38    | 44                | 156   |
| Médaille d'argent  | Katie Archibald     | Grande-Bretagne | 38      | 32    | 40    | 34                | 144   |
| Médaille de bronze | Letizia Paternoster | Italie          | 34      | 30    | 36    | 11                | 111   |
| 4                  | Evgenia Augustinas  | Russie          | 14      | 40    | 18    | 32                | 104   |
| 5                  | Lydia Boylan        | Irlande         | 24      | 38    | 14    | 20                | 96    |
| 6                  | Daria Pikulik       | Pologne         | 36      | 26    | 22    | 7                 | 91    |
| 7                  | Laurie Berthon      | France          | 28      | 28    | 20    | 7                 | 83    |
| 8                  | Lotte Kopecky       | Belgique        | 30      | 36    | 16    | 1                 | 83    |
| 9                  | Maria Martins       | Portugal        | 8       | 18    | 26    | 29                | 81    |
| 10                 | Amalie Dideriksen   | Danemark        | 26      | 22    | 30    | 3                 | 81    |
| 11                 | Anna Knauer         | Allemagne       | 32      | 10    | 34    | 0                 | 76    |
| 12                 | Andrea Waldis       | Suisse          | 12      | 16    | 24    | 24                | 76    |
| 13                 | Olivija Baleišytė   | Lituanie        | 18      | 24    | 32    | 0                 | 74    |
| 14                 | Verena Eberhardt    | Autriche        | 10      | 12    | 12    | 20                | 54    |
| 15                 | Hanna Tserakh       | Biélorussie     | 4       | 14    | 28    | 0                 | 46    |
| 16                 | Alžbeta Bačíková    | Slovaquie       | 22      | 4     | 10    | 0                 | 36    |
| 17                 | Ana Usabiaga        | Espagne         | 6       | 20    | 8     | 0                 | 34    |
| 18                 | Anita Stenberg      | Norvège         | 20      | 6     | 2     | 5                 | 33    |
| 19                 | Tetyana Klimchenko  | Ukraine         | 16      | 8     | 6     | 0                 | 30    |
| 20                 | Jarmila Machačová   | Tchéquie        | 1       | 1     | 4     | 2                 | 8     |
| 21                 | Pia Pensaari        | Finlande        | 2       | 2     | 1     | –80               | –75   |

#### Course à élimination
| Pos                | Nom                   | Pays            |
| ------------------ | --------------------- | --------------- |
| Médaille d'or      | Laura Kenny           | Grande-Bretagne |
| Médaille d'argent  | Anna Knauer           | Allemagne       |
| Médaille de bronze | Evgenia Augustinas    | Russie          |
| 4                  | Amy Pieters           | Pays-Bas        |
| 5                  | Elisa Balsamo         | Italie          |
| 6                  | Maria Martins         | Portugal        |
| 7                  | Shannon McCurley      | Irlande         |
| 8                  | Clara Copponi         | France          |
| 9                  | Irene Usabiaga        | Espagne         |
| 10                 | Trine Schmidt         | Danemark        |
| 11                 | Aline Seitz           | Suisse          |
| 12                 | Tetyana Klimchenko    | Ukraine         |
| 13                 | Alžbeta Bačíková      | Slovaquie       |
| 14                 | Polina Pivovarova     | Biélorussie     |
| 15                 | Lucie Hochmann        | Tchéquie        |
| 16                 | Kristina Kazlauskaitė | Lituanie        |
| 17                 | Lucja Pietrzak        | Pologne         |
| 18                 | Sara Ferrara          | Finlande        |
| 19                 | Gilke Croket          | Belgique        |

## Tableau des médailles
| Rang  | Nation          | Or | Argent | Bronze | Total |
| ----- | --------------- | -- | ------ | ------ | ----- |
| 1     | Pays-Bas        | 5  | 0      | 3      | 8     |
| 2     | Grande-Bretagne | 4  | 3      | 3      | 10    |
| 3     | Allemagne       | 3  | 4      | 4      | 11    |
| 4     | Russie          | 3  | 2      | 3      | 8     |
| 5     | Italie          | 2  | 2      | 1      | 5     |
| 6     | France          | 1  | 3      | 1      | 5     |
| 7     | Belgique        | 1  | 2      | 1      | 4     |
| 8     | Ukraine         | 1  | 2      | 0      | 3     |
| 9     | Pologne         | 1  | 0      | 2      | 3     |
| 10    | Danemark        | 1  | 0      | 1      | 2     |
| 11    | Portugal        | 0  | 2      | 0      | 2     |
| 12    | Suisse          | 0  | 1      | 2      | 3     |
| 13    | Biélorussie     | 0  | 1      | 0      | 1     |
| 14    | Autriche        | 0  | 0      | 1      | 1     |
| Total | Total           | 22 | 22     | 22     | 66    |